# 塞勒姆查普爾鎮區 (北卡羅萊納州福賽斯縣)
塞勒姆查普爾鎮區（英語：Salem Chapel Township）是位於美國北卡羅萊納州福賽斯縣的一個鎮區。

## 地方資料
塞勒姆查普爾鎮區的面積為84.17平方千米，皆為陸地。根據2020年美國人口普查的數據，當地共有人口6458人，而人口密度為每平方千米76.73人。